# Classe Ersatz Kaiser Max
La classe Ersatz Kaiser Max, fut la quatrième et dernière classe de cuirassé à coque en fer  construite dans la deuxième moitié du XIXe siècle pour la Marine austro-hongroise (K.u.K. Kriegsmarine).
Elle comprenait trois cuirassés de 2e classe, dont deux  furent commandés au chantier naval Stabilimento Tecnico Triestino à Trieste sur le Littoral autrichien et un troisième au chantier naval de Pula. Ils furent lancés en 1875 et 1877.
Il ne faut pas confondre cette nouvelle classe avec la classe Kaiser Max lancée en 1865.

## Conception
Cette classe de navire de guerre à vapeur, à coque bois recouverte d'un blindage fut les derniers cuirassés de l'époque pour la marine austro-hongroise avant les premiers cuirassés modernes de type Pré-Dreadnought. C'est une classe de remplacement de vieilles frégates blindées et après la construction d'une série de modèles uniques du nouveau type à réduit central, et dont l'artillerie principale était concentrée au centre du navire.
Ce sont encore des trois-mâts barques avec une voilure de 1 635 m2 et un moteur auxiliaire à vapeur. Ils possédaient aussi un bélier puissant  pour les éperonnages.

## Les unités de la classe
| Classe Ersatz Kaiser Max | Classe Ersatz Kaiser Max               | Classe Ersatz Kaiser Max | Classe Ersatz Kaiser Max | Classe Ersatz Kaiser Max | Classe Ersatz Kaiser Max | Classe Ersatz Kaiser Max |
| Nom                      | Chantier naval                         | Mise en chantier         | Lancement                | Armement                 | Fin                      | Photo                    |
| ------------------------ | -------------------------------------- | ------------------------ | ------------------------ | ------------------------ | ------------------------ | ------------------------ |
| SMS Don Juan d'Austria   | Stabilimento Tecnico Triestino Trieste | 14 février 1874          | 25 octobre 1875          | 26 juin 1876             | rayé le 1er janvier 1904 |                          |
| SMS Kaiser Max           | Chantier naval Trieste                 | 14 février 1874          | 28 décembre 1875         | 26 octobre 1876          | rayé le 1er janvier 1904 |                          |
| SMS Prinz Eugen          | Chantier naval Pula                    | 1er octobre 1874         | 7 septembre 1877         | 1er novembre 1878        | rayé le 1er janvier 1904 |                          |